# Светско првенство у хокеју на леду 1933.
Светско првенство у хокеју на леду 1933. је било 7. светско хокејашко првенство које се одржало од 18. фебруара до 26. фебруара 1933. у Прагу, тадашњој Чехословачкој.
Светско првенство су по први пут освојиле Сједињене Америчке Државе.

## Репрезентације које учествују
| - Канада - Аустрија - Чехословачка - Италија | - Сједињене Државе - Немачка - Румунија - Пољска | - Белгија - Мађарска - Швајцарска - Летонија |

## Први круг
У првом кругу учествују десет репрезентација подељених у три групе. У наредни круг пролазе по две најбоље из сваке групе, где ће се придружити репрезентацијама САД и Канаде које су се пласирале директно.

### Група А
| Датум       | Репрезентација | Репрезентација | Резултат | Трећине       |
| ----------- | -------------- | -------------- | -------- | ------------- |
| 18. фебруар | Чехословачка   | Румунија       | 8:0      | (2:0,4:0,2:0) |
| 18. фебруар | Аустрија       | Италија        | 3:0      | (0:0,2:0,1:0) |
| 19. фебруар | Чехословачка   | Аустрија       | 2:1      | (0:0,1:0,2:0) |
| 19. фебруар | Италија        | Румунија       | 2:0      | (1:0,1:0,0:0) |
| 20. фебруар | Аустрија       | Румунија       | 7:1      | (2:1,3:0,2:0) |
| 20. фебруар | Чехословачка   | Италија        | 3:1      | (0:0,1:0,1:0) |

| 1 | Чехословачка | 3 | 3 | 0 | 0 | 12 | 2  | +11 | 6 |
| 2 | Аустрија     | 3 | 2 | 0 | 1 | 11 | 3  | +8  | 4 |
| 3 | Италија      | 3 | 1 | 0 | 2 | 3  | 6  | -3  | 2 |
| 4 | Румунија     | 3 | 0 | 0 | 3 | 1  | 17 | -16 | 0 |

### Група Б
| Датум       | Репрезентација | Репрезентација | Резултат | Трећине       |
| ----------- | -------------- | -------------- | -------- | ------------- |
| 18. фебруар | Немачка        | Белгија        | 6:0      | (1:0,3:0,2:0) |
| 19. фебруар | Немачка        | Пољска         | 2:0      | (1:0,1:0,0:0) |
| 20. фебруар | Пољска         | Белгија        | 2:0      | (0:0,0:0,1:0) |

| 1 | Немачка | 2 | 2 | 0 | 0 | 8 | 0 | +8 | 4 |
| 2 | Пољска  | 2 | 1 | 0 | 1 | 1 | 2 | -1 | 2 |
| 3 | Белгија | 2 | 0 | 0 | 2 | 0 | 7 | -7 | 0 |

### Група Ц
| Датум       | Репрезентација | Репрезентација | Резултат | Трећине       |
| ----------- | -------------- | -------------- | -------- | ------------- |
| 18. фебруар | Швајцарска     | Летонија       | 5:1      | (3:0,1:1,1:0) |
| 19. фебруар | Швајцарска     | Мађарска       | 1:0      | (1:0,0:0,0:0) |
| 20. фебруар | Мађарска       | Летонија       | 3:0      | (1:0,1:0,1:0) |

| 1 | Швајцарска | 2 | 2 | 0 | 0 | 6 | 1 | +5 | 4 |
| 2 | Мађарска   | 2 | 1 | 0 | 1 | 3 | 1 | +2 | 2 |
| 3 | Летонија   | 2 | 0 | 0 | 2 | 1 | 8 | -7 | 0 |

## Други круг
У полуфинале пролазе по две првопласиране репрезентације из сваке групе.

### Група Д
| Датум       | Репрезентација   | Репрезентација   | Резултат | Трећине       |
| ----------- | ---------------- | ---------------- | -------- | ------------- |
| 21. фебруар | Чехословачка     | Пољска           | 1:0      | (1:0,0:0,0:0) |
| 21. фебруар | Сједињене Државе | Швајцарска       | 7:0      | (1:0,2:0,4:0) |
| 22. фебруар | Сједињене Државе | Пољска           | 4:0      | (3:0,0:0,1:0) |
| 22. фебруар | Чехословачка     | Швајцарска       | 1:0      | (1:0,0:0,0:0) |
| 23. фебруар | Швајцарска       | Пољска           | 3:1      | (2:0,0:1,1:0) |
| 23. фебруар | Чехословачка     | Сједињене Државе | 0:6      | (0:1,0:4,0:1) |

| 1 | Сједињене Државе | 3 | 3 | 0 | 0 | 17 | 0 | +17 | 6 |
| 2 | Чехословачка     | 3 | 2 | 0 | 1 | 2  | 6 | -4  | 4 |
| 3 | Швајцарска       | 3 | 1 | 0 | 2 | 3  | 9 | -6  | 2 |
| 4 | Пољска           | 3 | 0 | 0 | 3 | 1  | 8 | -7  | 0 |

### Група Е
| Датум       | Репрезентација | Репрезентација | Резултат | Трећине                   |
| ----------- | -------------- | -------------- | -------- | ------------------------- |
| 21. фебруар | Канада         | Немачка        | 5:0      | (1:0,2:0,2:0)             |
| 21. фебруар | Аустрија       | Мађарска       | 1:0 пр.  | (0:0,0:0,0:0,0:0,0:0,1:0) |
| 22. фебруар | Немачка        | Мађарска       | 4:0      | (2:0,0:0,2:0)             |
| 22. фебруар | Канада         | Аустрија       | 4:0      | (0:0,2:0,2:0)             |
| 23. фебруар | Канада         | Мађарска       | 3:1      | (1:0,1:0,1:1)             |
| 23. фебруар | Аустрија       | Немачка        | 2:0      | (0:0,0:0,2:0)             |

| 1 | Канада   | 3 | 3 | 0 | 0 | 12 | 1 | +11 | 6 |
| 2 | Аустрија | 3 | 2 | 0 | 1 | 3  | 4 | -1  | 4 |
| 3 | Немачка  | 3 | 1 | 0 | 2 | 4  | 7 | -3  | 2 |
| 4 | Мађарска | 3 | 0 | 0 | 3 | 1  | 8 | -7  | 0 |

## Завршна рунда

### Пласман од 9 до 12 места
| Датум       | Репрезентација | Репрезентација | Резултат | Трећине       |
| ----------- | -------------- | -------------- | -------- | ------------- |
| 24. фебруар | Румунија       | Белгија        | 3:2      | (2:2,1:0,0:0) |
| 24. фебруар | Летонија       | Италија        | 2:0      | (1:0,0:0,1:0) |

### За 11. место
| Датум       | Репрезентација | Репрезентација | Резултат         | Трећине |
| ----------- | -------------- | -------------- | ---------------- | ------- |
| 25. фебруар | Италија        | Белгија        | Белгија одустала |         |

### За 9. место
| Датум       | Репрезентација | Репрезентација | Резултат | Трећине       |
| ----------- | -------------- | -------------- | -------- | ------------- |
| 25. фебруар | Румунија       | Летонија       | 1:0      | (1:0,0:0,0:0) |

### За 7. место
| Датум       | Репрезентација | Репрезентација | Резултат | Трећине       |
| ----------- | -------------- | -------------- | -------- | ------------- |
| 24. фебруар | Мађарска       | Пољска         | 1:1      | (0:0,0:1,1:0) |

### За 5. место
| Датум       | Репрезентација | Репрезентација | Резултат | Трећине       |
| ----------- | -------------- | -------------- | -------- | ------------- |
| 24. фебруар | Немачка        | Швајцарска     | 1:1      | (0:0,1:1,0:0) |

### Полуфинале
| Датум       | Репрезентација   | Репрезентација | Резултат | Трећине       |
| ----------- | ---------------- | -------------- | -------- | ------------- |
| 25. фебруар | Канада           | Чехословачка   | 4:0      | (2:0,1:0,1:0) |
| 25. фебруар | Сједињене Државе | Аустрија       | 4:0      | (2:0,2:0,0:0) |

### За 3. место
| Датум       | Репрезентација | Репрезентација | Резултат | Трећине               |
| ----------- | -------------- | -------------- | -------- | --------------------- |
| 26. фебруар | Чехословачка   | Аустрија       | 2:0 пр.  | (0:0,0:0,0:0,0:0,2:0) |

### Финале
| Датум       | Репрезентација   | Репрезентација | Резултат | Трећине           |
| ----------- | ---------------- | -------------- | -------- | ----------------- |
| 26. фебруар | Сједињене Државе | Канада         | 2:1 пр.  | (1:1,0:0,0:0,1:0) |

## Победник Светског првенства
| Победник Светског првенства 1933.     |
| Сједињене Америчке Државе Прва титула |

### Коначни пласман учесника
| #  | Репрезентација   |
| -- | ---------------- |
| 1  | Сједињене Државе |
| 2  | Канада           |
| 3  | Чехословачка     |
| 4  | Аустрија         |
| 5  | Немачка          |
| 5  | Швајцарска       |
| 7  | Мађарска         |
| 7  | Пољска           |
| 9  | Румунија         |
| 10 | Летонија         |
| 11 | Италија          |
| 12 | Белгија          |